# Kebumen (Pringsurat)
Kebumen is een bestuurslaag in het regentschap Temanggung van de provincie Midden-Java, Indonesië. Kebumen telt 3646 inwoners (volkstelling 2010).